# Svojek
Svojek település Csehországban, Semilyi járásban. Svojek Bělá, Roztoky u Jilemnice, Kruh, Košťálov, Libštát és Stará Paka településekkel határos. Lakosainak száma 185 fő (2024. január 1.).

## Népesség
A település lakosságának változását az alábbi diagram mutatja:
| Lakosok száma | 887  | 812  | 644  | 361  | 232  | 185  | 175  | 178  | 177  | 185  |
|               | 1869 | 1890 | 1921 | 1950 | 1980 | 2001 | 2017 | 2019 | 2022 | 2024 |